# Karl Franz Meyer
Karl Franz Meyer (* 26. Mai 1728 in Aachen; † 7. April 1795 im Kloster Werden) war ein deutscher Historiker, Notar und Prokurator sowie Leiter des Archivs der Stadt Aachen.

## Leben und Wirken
Karl Franz Meyer, der Sohn von Johannes Meyer und Agnes Körver, besuchte zunächst die Jesuiten-Schule in Aachen, das spätere Kaiser-Karls-Gymnasium, bevor er im Jahre 1746 in den Karmeliterorden in Köln eintrat. Auf Grund von Diskrepanzen mit seinem Novizenmeister verließ er aber das Kloster und kehrte wieder nach Aachen zurück. Nach zwischenzeitlich abgeschlossenen Studien der Rechte und der Geschichte wurde Meyer als Notar und Prokurator der Stadt Aachen eingestellt. Schließlich übertrug man ihm am 10. November 1780 die Leitung des Archivs der Stadt Aachen und beförderte  ihn zwei Jahre später am 3. Dezember 1782 zum Ratssekretär. In dieser Zeit unternahm er umfangreiche Reisen, um nach gedruckten Quellen zu recherchieren, diese abzuschreiben oder gar unter großen Kosten nach Aachen zu überführen.
Karl Franz Meyer, der sich mit der französischen Eroberung der linksrheinischen Territorien überhaupt nicht abfinden konnte, flüchtete 1794 vor den Franzosen in das Kloster Werden bei Essen-Werden, in dem bereits einer seiner beiden Söhne, Franz Karl Ludwig Meyer, Mitglied der Abtei war. Gleichzeitig wurden große Teile des Archivs noch auf seine Veranlassung hin nach Münster ausgelagert, welche aber 1797 wieder zurück nach Aachen gebracht und dort ab 1803 von seinem zweiten Sohn Karl Franz Leonhard Meyer weitergeführt wurden. Von den Aufregungen während der Flucht erholte sich Karl Franz Meyer nicht mehr und starb wenige Monate später am 7. April 1795 im Kloster Werden. Meyer war verheiratet mit Johanna Maria Faucken, mit der er neben den beiden genannten Söhnen noch die Töchter Maria Agnes (* 1762) und Anna Maria (* 1769)  hatte.

## Schriften
- Miscellanea Borcetano-Aquisgranensia oder Sammlung verschiedener die kayserliche freye Reichs Stadt Aachen, sodann die Herrschafft Burtscheid betreffenden glaubhaften Urkunden, nebst Beyfügung einiger am letztern ort vorgewesenen ins gemeine Wesen einschlagenden merkwürdigen Rechts-Pflege[1]; Aachen, 1772; Zwei Bände einer Sammlung von Aachener und Burtscheider Urkunden als handschriftliche Selbstarbeit in Zusammenarbeit mit der Äbtissin der Zisterzienserabtei in Burtscheid, deren besonderer Wert für Historiker in der Einmaligkeit des unpublizierten Werkes liegt. Sie beinhalten unter anderem die Geschichte Burtscheids, die Meierei, die Unruhen der Tuchmacher, die religiösen Angelegenheiten und den Stadtbrand von Aachen des Jahres 1656.
- Aachensche Geschichten;[2]; Drei Bände, Aachen, 1781; Das Hauptwerk Meyers, an dem er über zwanzig Jahre lang unter schwierigsten Bedingungen gearbeitet hatte. Er wurde dabei aber maßgeblich unterstützt von den Abteien Kornelimünster und Kirchrath, der heutigen Abtei Rolduc bei Kerkrade und anderen städtischen Klostern und Kirchen. Gestützt auf alte Sagen und Geschichten sowie Quellen aus dem gesamten nahen und fernen Umland untersuchte er die Geschichte Aachens vom achten bis in die Mitte des ersten Jahrhunderts. Der erste Band enthält die Krönungs-, Kirchen-, Kriegs- und Staatsgeschichten, der zweite eine ausführliche Beschreibung der Stadt und ihrer Umgebung sowie deren inneren Verfassung und der dritte Band schließlich die Privilegien, Gnadenbriefe, Bündnisse, Verträge, Verordnungen und andere Urkunden. Hierin befasst er sich insbesondere mit den folgenden Themen:
  - Die Verteidigung der von Karl dem Großen des Krönungs-Ortes halber gemachten Verordnung
  - Über die Krönungsstadt Aachen zuständige Verwahrungs-Gerechtsame der Reichskleinodien
  - Von dem Rangstreit zwischen Aachen und Köln bei den römischen königlichen Krönungen
  - Versuche zur Aufklärung des alten Aachenschen Münzwesens.
- Geschichte der Mäkelei oder des unseligen Parteihaders der Reichsstadt der Jahre 1786–1792; unveröffentlichtes Werk, welches aber aus einer umfangreichen Sammlung und chronologisch geordnetem Material von Parteierlassen, Ratsbeschlüssen, Zeitungsartikeln und Dokumenten aus der französischen Okkupation besteht und im Stadtarchiv gelagert ist.
- Historische Abhandlung über die Gesellschaft der Aachner Bogen-Schützen. Plum, Aachen 1802 (Digitalisat)